# Gôh
Gôh is een bestuurlijke regio van Ivoorkust in het zuiden van het land. Gôh is 6900 vierkante kilometer groot en telde in 2007 een geschatte 775.000 inwoners. De regionale hoofdplaats is Gagnoa. Het is een van de twee regio's van het district Gôh-Djiboua.
De regio heette voor 2011 Fromager; dit is de Franse naam van de Ceiba pentandra, de kapokboom. De regio werd gevormd op 20 maart 2000 uit stukken van de regio's Haut-Sassandra en Marahoué.

## Grenzen
Fromager was voor de bestuurlijke hervorming van 2011 gelegen tussen zes andere Ivoriaanse regio's:
- Haut-Sassandra in het noordwesten.
- Marahoué in het noorden.
- Lacs in het noordoosten.
- Lagunes in het zuidoosten.
- Lôh-Djiboua in het zuiden.
- Bas-Sassandra in het zuidwesten.

## Departementen
De regio bestaat verder uit twee departementen:
:
- Gagnoa
- Oumé